# Сатайколь
Сатайколь (каз. Сатайкөл) — упразднённое село в Бурлинском районе Западно-Казахстанской области Казахстана. Входило в состав Акбулакского сельского округа. Исключено из учётных данных в 2017 году. Код КАТО — 273633300.

## Население
В 1999 году население села составляло 16 человек (8 мужчин и 8 женщин). По данным переписи 2009 года, в селе проживал 21 человек (12 мужчин и 9 женщин).